# NSWRL 1952
Die NSWRL 1952 war die 45. Saison der New South Wales Rugby League Premiership, der ersten australischen Rugby-League-Meisterschaft. Den ersten Tabellenplatz nach Ende der regulären Saison belegten die Western Suburbs Magpies. Diese gewannen im Finale 22:12 gegen die South Sydney Rabbitohs und gewannen damit die NSWRL zum vierten Mal.

## Tabelle
|      | Team                          | Spiele | Siege | Unent. | Ndlg. | Spiel- punkte | Diff. | Tabellen- punkte |
| ---- | ----------------------------- | ------ | ----- | ------ | ----- | ------------- | ----- | ---------------- |
| 01.  | Western Suburbs Magpies       | 18     | 14    | 1      | 3     | 331:264       | + 67  | 29               |
| 02.  | St. George Dragons            | 18     | 13    | 0      | 5     | 375:279       | + 96  | 26               |
| 03.  | South Sydney Rabbitohs        | 18     | 12    | 0      | 6     | 344:189       | + 155 | 24               |
| 04.  | North Sydney Bears            | 18     | 11    | 0      | 7     | 384:247       | + 137 | 22               |
| 05.  | Manly-Warringah Sea Eagles    | 18     | 11    | 0      | 7     | 334:261       | + 73  | 22               |
| 06.  | Balmain Tigers                | 18     | 8     | 0      | 10    | 351:256       | + 95  | 16               |
| 07.  | Newtown Jets                  | 18     | 6     | 0      | 12    | 210:341       | - 131 | 12               |
| 08.  | Eastern Suburbs               | 18     | 6     | 0      | 12    | 259:397       | - 138 | 12               |
| 09.  | Canterbury-Bankstown Bulldogs | 18     | 5     | 1      | 12    | 214:386       | - 172 | 11               |
| 010. | Parramatta Eels               | 18     | 3     | 0      | 15    | 241:423       | - 182 | 6                |

## Playoffs
Eigentlich hätte South Sydney nach dem Sieg gegen North Sydney die NSWRL gewonnen. Da Western Suburbs aber als Gewinner der Minor Premiership das sogenannte „Right of Challenge“ besaß, fand eine Woche später das Grand Final zwischen Western Suburbs und South Sydney statt.

### Ausscheidungsplayoff
| 27. August | North Sydney Bears | 36 : 8 | Manly-Warringah Sea Eagles | Sydney Cricket Ground, Sydney Zuschauer: 8.770 Schiedsrichter: George Bishop |
| 27. August | Bericht            |        |                            | Sydney Cricket Ground, Sydney Zuschauer: 8.770 Schiedsrichter: George Bishop |

- Das Spiel fand statt, da North Sydney und Manly-Warringah punktgleich waren.

### Ausscheidungs/Qualifikationsplayoffs
| 30. August | South Sydney Rabbitohs | 18 : 10 | Western Suburbs Magpies | Sydney Cricket Ground, Sydney Zuschauer: 34.181 Schiedsrichter: Jack O’Brien |
| 30. August | (5:6) Bericht          |         |                         | Sydney Cricket Ground, Sydney Zuschauer: 34.181 Schiedsrichter: Jack O’Brien |

| 6. September | North Sydney Bears | 21 : 9 | St. George Dragons | Sydney Cricket Ground, Sydney Zuschauer: 41.976 Schiedsrichter: George Bishop |
| 6. September | (7:6) Bericht      |        |                    | Sydney Cricket Ground, Sydney Zuschauer: 41.976 Schiedsrichter: George Bishop |

### Halbfinale
| 13. September | South Sydney Rabbitohs | 26 : 12 | North Sydney Bears | Sydney Cricket Ground, Sydney Zuschauer: 44.166 Schiedsrichter: Jack O’Brien |
| 13. September | (6:4) Bericht          |         |                    | Sydney Cricket Ground, Sydney Zuschauer: 44.166 Schiedsrichter: Jack O’Brien |

### Grand Final
| 20. September | Western Suburbs Magpies                                                         | 22 : 12       | South Sydney Rabbitohs                                                        | Sydney Cricket Ground, Sydney Zuschauer: 41.060 Schiedsrichter: George Bishop |
| 20. September | Versuche: Schofield (2), Bain, Dines, Fitzgerald, McLean Erhöhungen: Bain (2/6) | (5:7) Bericht | Versuche: MacReadie, Smailes Erhöhungen: Graves (2/2) Straftritte: Graves (1) | Sydney Cricket Ground, Sydney Zuschauer: 41.060 Schiedsrichter: George Bishop |

| 1  | George Bain     |
| 2  | Bill Callinan   |
| 3  | Col Ratcliff    |
| 4  | Gerry Lowe      |
| 5  | Jack Fitzgerald |
| 6  | Dev Dines       |
| 7  | Leo Trevna      |
| 8  | Peter McLean    |
| 9  | Ron Watson      |
| 10 | Don Schofield   |
| 11 | Bill Horder     |
| 12 | Hec Farrell     |
| 13 | Kevin Hansen    |

| 1  | Don Murdoch      |
| 2  | Cliff Smailes    |
| 3  | Malcolm Spencer  |
| 4  | Frank Threlfo    |
| 5  | Johnny Graves    |
| 6  | Norm Spillane    |
| 7  | Ken Brogan       |
| 8  | Ray Nielson      |
| 9  | Ken MacReadie    |
| 10 | Jack Rayner      |
| 11 | Denis Donoghue   |
| 12 | Ernest Hammerton |
| 13 | Bryan Orrock     |